# Karine Prémont
Karine Prémont (née en 1973) est une politologue et enseignante universitaire canadienne (québécoise). Elle publie sur la politique aux États-Unis.

## Biographie
Karine Prémont est née en 1973.
En 2002, elle complète sa maîtrise en sciences politiques à l'UQAM. En 2010, elle obtient son doctorat en sciences politiques de l'UQAM.
En 2020, elle enseigne la politique américaine à l'Université de Sherbrooke au Québec en tant que professeure agrégée. Elle est également directrice adjointe de l'Observatoire des États-Unis de la chaire Raoul-Dandurand.

## Publications
- (avec Charles-Philippe David et Julien Tourreille) L'erreur : l'échec américain en Irak cinq ans plus tard, Septentrion.  (ISBN 9782894485422)
- (dir.) Politique étrangère des grandes puissances : l'impossible convergence des intérêts, Les Presses de l’Université Laval.  (ISBN 978-2-7637-9524-9)
- Les grandes affaires politiques américaines, Septentrion.  (ISBN 9782897910969)
- (en) (avec Vincent Boucher et Charles-Philippe David) National Security Entrepreneurs And The Making Of American, McGill-Queen's University Press.  (ISBN 9780228003359)
- Les Secrets de la Maison-Blanche, Presses de l'Université du Québec
- Petit guide des élections américaines 2012, Septentrion
- La télévision mène-t-elle le monde ?: Le mythe de l'effet CN sur la politique étrangère des États-Unis, Presses de l'Université du Québec.  (ISBN 9782760527874)